# Norman Fucking Rockwell!
Norman Fucking Rockwell! (alternativ auch NFR!) ist das sechste Studioalbum der US-amerikanischen Popsängerin Lana Del Rey.

## Entstehung und Artwork
Alle Kompositionen und Liedtexte auf Norman Fucking Rockwell! stammen mit der Ausnahme einer Coveraufnahme von Del Rey selbst, die diese zusammen mit Koautoren schrieb beziehungsweise komponierte. Die meisten Titel entstanden hierbei unter der Mitwirkung von Jack Antonoff, der an insgesamt elf Titeln mitschrieb und komponierte. Jeweils an drei Liedern waren Bradley Nowell und Rick Nowels als Autoren beteiligt. Des Weiteren treten weitere vereinzelte Autoren auf, darunter namhafte Musiker wie George Gershwin, Ira Gershwin oder auch Adam Yauch. Del Rey und Antonoff zeigten sich darüber hinaus auch für den größten Teil der Produktion verantwortlich, so ist Del Rey an zwölf und Antonoff an elf Produktionen beteiligt. Del Reys langjähriger Weggefährte Nowels wirkte an zwei Produktionen mit. Des Weiteren treten weitere vereinzelte Produzenten in Erscheinung. Das Mastering erfolgte durch Sterling Sound, unter der Leitung von Chris Gehringer und seinem Assistenten Will Quinnell. Abgemischt wurde Norman Fucking Rockwell! durch die Zusammenarbeit von Antonoff und Laura Sisk. Beide zeichneten darüber hinaus auch für den größten Teil der Aufnahmen verantwortlich. Antonoff spielte zudem die meisten Instrumente für das Album ein und war eigens für die Programmierung zuständig. Die Aufnahme- und Produktionsarbeiten erfolgten an 13 Standorten, darunter in den von Jimi Hendrix gegründeten Electric Lady Studios in New York City.
Auf dem Frontcover des Albums ist Del Rey zusammen mit Duke Nicholson posierend auf einem Segelboot zu sehen. Bei Duke Nicholson handelt es sich um einen Enkel von Jack Nicholson. Im Hintergrund ist die US-amerikanische Flagge zu sehen, während in der Ferne Los Angeles brennt, was eine direkte Anspielung auf die Zeile „L.A. is in flames, it’s getting hot“ (englisch für „L.A. steht in Flammen, es wird heiß“) aus dem Lied The Greatest ist. Der Albumtitel ist vom Betrachter aus gesehen in der linken oberen Ecke, im Comicstyle von Roy Lichtenstein, angeordnet. Das Foto stammt von Del Reys jüngeren Schwester Caroline „Chuck“ Grant und wurde erstmals von Del Rey am 31. Juli 2019 präsentiert.
Zwei Tage nach der Coverpräsentation kündigte der Vertreiber Urban Outfitters ein alternatives Cover für die erscheinende LP an. Auf diesem ist Del Rey mit drei ihrer Freundinnen auf einer Steinwand zu sehen. Die Fotografie stammt ebenfalls von ihrer jüngeren Schwester.

## Veröffentlichung und Promotion
Die Erstveröffentlichung von Norman Fucking Rockwell! erfolgte weltweit am 30. August 2019 durch Interscope Records und Polydor. Das Album besteht aus 14 neuen Studioaufnahmen und ist als CD, Download, MC sowie Doppel-LP erhältlich. In Europa erschien zeitgleich eine „Exclusive Poster Edition“ des Albums. Diese Version ist limitiert und beinhaltet ein Poster Del Reys als Bonusinhalt.
Del Rey erwähnte erstmals in einem Interview mit Pitchfork Media im Januar 2018, am Rande der Grammy Awards 2018, dass sie einige neue Titel hätte, die bislang nicht erschienen seien. Darunter sei das „seltsame“ Stück namens Bartender („I’ve got a couple of other tracks. I’ve got this weird track called ‘Bartender’ that doesn’t belong to a record yet.“), ein Titel der es letztendlich auf das Album schaffte. Im Laufe des Jahres teilte Del Rey mehrere Liedausschnitte über ihre diversen Social-Media-Kanäle, darunter Happiness Is a Butterfly (30. März 2018), How to Disappear (5. Oktober 2018) und Cinnamon Girl (12. Oktober 2018). Mit dem Titel How to Disappear trat sie erstmals im Brooklyn Academy of Music am 29. Oktober 2018 auf.
Im Juni 2019 kündigte Del Rey während eines Konzertes in Irland an, dass das Album im August 2019 erscheinen werde. Um die Promophase einzuleiten, veröffentlichte Del Rey einen „Album Trailer“ auf ihrem YouTube-Kanal am 1. August 2019. In diesem über drei minütigen Video sind unter anderem die Titel Doin’ Time, Mariners Apartment Complex, Venice Bitch sowie der Titelsong zu hören.

## Hintergrundinformation
Del Rey präsentierte erstmals den Albumtitel bei der Premiere ihrer Singleauskopplung Venice Bitch in Zane Lowe’s Radioshow World Record auf Beats 1 im September 2018. Während dieses Interviews verriet sie zugleich, dass das Album fast komplett sei und dass sie elf Titel aufgenommen hätte. Letztendlich schaffen es 14 Titel auf das Album.
Namensgeber für das Album ist der US-amerikanische Maler und Illustrator Norman Rockwell. Rockwells Genrebilder aus dem US-amerikanischen Alltag, in Zeitschriften verbreitet, waren überaus populär, wurden von der Kunstkritik jedoch als Kitsch betrachtet. Del Rey sah hier eine Verbindung zu ihrem Produzenten Antonoff, der wie der verkannte Künstler stets von Selbstzweifeln getrieben war und nicht an sein Talent glaubte.

## Inhalt
Alle Liedtexte des Albums sind in englischer Sprache verfasst und stammen von Del Rey, die die Stücke zusammen mit wechselnden Koautoren schrieb. Mit einer Ausnahme handelt es sich bei den restlichen Liedern um Neukompositionen. Bei dem Stück Doin’ Time handelt es sich um einer Coverversion des Originals der US-amerikanischen Rockband Sublime, was wiederum eine Neuauflage des Originals von Summertime (Arie aus der Oper Porgy and Bess) aus dem Jahr 1935 ist. Das Lied California – sowie die später auf Blue Banisters erschienenen Titel Dealer und Thunder – sollte eigentlich auf einem Kollaboalbum mit Miles Kane erscheinen, die Pläne hierzu wurden allerdings verworfen. Venice Bitch erschien nochmals als Teil des Mashups Taco Truck x VB auf ihrem neunten Studioalbum Did You Know That There’s a Tunnel Under Ocean Blvd (2023). Musikalisch bewegen sich die Lieder in den Bereichen des Artpops sowie des Psychedelic Rock. Inhaltlich befassen sich ihre Texte unter anderem mit den Themen Amerika, Feminismus, Politik, Sex, Tanzen oder ihre Spätjugend als Alkoholikerin. Bei jedem ihrer Lieder wurde sie von verschiedenen Instrumentalisten begleitet (siehe Mitwirkende).
| #  | Titel                                                                 | Autor(en) | Produzent(en)                              | Länge |
| -- | --------------------------------------------------------------------- | --- | ------------------------------------------ | ----- |
| 1  | Norman Fucking Rockwell                                               | Jack Antonoff, Lana Del Rey | Jack Antonoff, Lana Del Rey                | 4:08  |
| 2  | Mariners Apartment Complex                                            | Jack Antonoff, Lana Del Rey | Jack Antonoff, Lana Del Rey                | 4:06  |
| 3  | Venice Bitch                                                          | Jack Antonoff, Lana Del Rey | Jack Antonoff, Lana Del Rey                | 9:38  |
| 4  | Fuck It, I Love You                                                   | Jack Antonoff, Lana Del Rey | Jack Antonoff, Lana Del Rey                | 3:38  |
| 5  | Doin’ Time                                                            | George Gershwin, Ira Gershwin, Marshall Goodman, Dorothy Heyward, DuBose Heyward, Adam Horovitz, Bradley Nowell, Rick Rubin, Adam Yauch | Happy Perez, Andrew Watt                   | 3:17  |
| 6  | Love Song                                                             | Jack Antonoff, Lana Del Rey | Jack Antonoff, Lana Del Rey                | 3:49  |
| 7  | Cinnamon Girl                                                         | Jack Antonoff, Lana Del Rey | Jack Antonoff, Lana Del Rey                | 5:00  |
| 8  | How to Disappear                                                      | Jack Antonoff, Lana Del Rey | Jack Antonoff, Lana Del Rey                | 3:48  |
| 9  | California                                                            | Zachary Dawes, Lana Del Rey | Jack Antonoff, Zachary Dawes, Lana Del Rey | 5:05  |
| 10 | The Next Best American Record                                         | Lana Del Rey, Rick Nowels | Kieron Menzies, Rick Nowels, Dean Reid     | 5:49  |
| 11 | The Greatest                                                          | Jack Antonoff, Lana Del Rey | Jack Antonoff, Lana Del Rey                | 5:00  |
| 12 | Bartender                                                             | Lana Del Rey, Rick Nowels | Lana Del Rey, Rick Nowels                  | 4:23  |
| 13 | Happiness Is a Butterfly                                              | Jack Antonoff, Lana Del Rey, Rick Nowels                                                                                                | Jack Antonoff, Lana Del Rey                | 4:32  |
| 14 | Hope Is a Dangerous Thing for a Woman like Me to Have – but I Have It | Jack Antonoff, Lana Del Rey | Jack Antonoff, Lana Del Rey                | 5:24  |

## Singleauskopplungen
Del Rey veröffentlichte bereits vor der Veröffentlichung von Norman Fucking Rockwell! sechs offizielle Singles. Bei der ersten Singleauskopplung handelte es sich um Mariners Apartment Complex, diese erschien knapp ein Jahr vor der Veröffentlichung des Albums am 12. September 2018. Zeitgleich mit der Single erschien auch das dazugehörige Musikvideo unter der Regie von Del Reys jüngeren Schwester Caroline „Chuck“ Grant. Die Single feierte Charterfolge in der Schweiz und dem Vereinigten Königreich. Nur sechs Tage später erschien mit Venice Bitch die zweite Singleauskopplung am 18. September 2018, die jedoch keine kommerziellen Erfolge für sich verbuchen konnte. Hierzu entstand ebenfalls unter der Regie von Chuck Grant ein Musikvideo. Am 9. Januar 2019 erschien mit Hope Is a Dangerous Thing for a Woman like Me to Have – but I Have It die dritte Single. Diese schaffte den Sprung in die britischen Singlecharts, jedoch nur für eine Woche auf Position 99. Mit Doin’ Time erschien am 17. Mai 2019 die vierte Singleauskopplung, hiermit konnte Del Rey an den Erfolg von Mariners Apartment Complex anknüpfen und erreichte ebenfalls Chartnotierungen in der Schweiz und dem Vereinigten Königreich sowie in den Vereinigten Staaten. Das dazugehörige Musikvideo feierte erst am Tag der Albumveröffentlichung, dem 30. August 2019, seine Premiere. Eine Woche vor der Albumveröffentlichung erschienen mit Fuck It, I Love You und The Greatest zeitgleich die Singles fünf und sechs am 22. August 2019. Zu beiden Singles wurde ein gemeinsames Musikvideo gedreht. Während The Greatest die Charts verpasste, konnte sich Fuck It, I Love You in den britischen Singlecharts platzieren.
Singles in den Charts

| Jahr | Titel                                                                 | Höchstplatzierung, Gesamtwochen, AuszeichnungChartplatzierungen (Jahr, Titel, , Platzierungen, Wochen, Auszeichnungen, Anmerkungen) | Höchstplatzierung, Gesamtwochen, AuszeichnungChartplatzierungen (Jahr, Titel, , Platzierungen, Wochen, Auszeichnungen, Anmerkungen) | Höchstplatzierung, Gesamtwochen, AuszeichnungChartplatzierungen (Jahr, Titel, , Platzierungen, Wochen, Auszeichnungen, Anmerkungen) | Höchstplatzierung, Gesamtwochen, AuszeichnungChartplatzierungen (Jahr, Titel, , Platzierungen, Wochen, Auszeichnungen, Anmerkungen) | Höchstplatzierung, Gesamtwochen, AuszeichnungChartplatzierungen (Jahr, Titel, , Platzierungen, Wochen, Auszeichnungen, Anmerkungen) | Anmerkungen                                                  |
| Jahr | Titel                                                                 | DE | AT | CH | UK | US | Anmerkungen                                                  |
| ---- | --------------------------------------------------------------------- | --- | --- | --- | --- | --- | ------------------------------------------------------------ |
| 2018 | Mariners Apartment Complex                                            | — | — | CH89 (1 Wo.)CH | UK79 Silber · (1 Wo.)UK | US— GoldUS | Erstveröffentlichung: 12. September 2018 Verkäufe: + 735.000 |
| 2019 | Hope Is a Dangerous Thing for a Woman like Me to Have – but I Have It | — | — | — | UK99 (1 Wo.)UK | — | Erstveröffentlichung: 9. Januar 2019 Verkäufe: + 35.000      |
| 2019 | Doin’ Time                                                            | — | — | CH70 (2 Wo.)CH | UK42 Gold · (6 Wo.)UK | US59 Platin · (2 Wo.)US | Erstveröffentlichung: 17. Mai 2019 Verkäufe: + 1.575.000     |
| 2019 | Fuck It, I Love You                                                   | — | — | — | UK59 (2 Wo.)UK | US— GoldUS | Erstveröffentlichung: 22. August 2019 Verkäufe: + 535.000    |

## Mitwirkende
Albumproduktion
- Jack Antonoff: Abmischung (Lieder: 1–4, 6–9, 11, 13–14), Akustikgitarre (Lied: 2–4, 8, 11), E-Gitarre (Lieder: 2–8, 11, 13), Keyboard (Lieder: 1–4, 6–8, 11, 13), Komponist (Lieder: 1–4, 6–8, 11, 13–14), Liedtexter (Lieder: 1–4, 6–8, 11, 13–14), Musikproduzent (Lieder: 1–4, 6–9, 11, 13–14), Perkussion (Lied: 8), Piano (Lieder: 1–4, 6–8, 11, 13–14), Programmierung (Lieder: 2–8, 11, 13), Schlagzeug (Lieder: 2–4, 8, 11), Synthesizer (Lied: 3), Tonmeister (Lieder: 1–4, 6–9, 11, 13–14), Vibraphon (Lied: 8)
- Woozy Biff: Harfe (Lied: 9)
- John Congleton: Tonmeister (Lied: 9)
- Billy Cummels: Co-Tonmeister (Lied: 4)
- Zachary Dawes: Komponist (Lied: 9), Liedtexter (Lied: 9), Musikproduzent (Lied: 9), Piano (Lied: 9)
- Lana Del Rey: Gesang (Lieder: 1–14), Horn (Lied: 9), Komponist (Lieder: 1–4, 6–14), Liedtexter (Lieder: 1–4, 6–14), Musikproduzent (Lieder: 1–4, 6–9, 11–14)
- Greg Eliason: Co-Tonmeister (Lied: 3)
- John Christopher Fee: Co-Tonmeister (Lied: 10)
- Ben Fletcher: Co-Tonmeister (Lied: 4)
- Josh Freese: Schlagzeug (Lied: 5)
- Bud Gaugh: Schlagzeug (Lied: 5)
- Chris Gehringer: Mastering (Lieder: 1–4, 6–14)
- Serban Ghenea: Abmischung (Lied: 2)
- George Gershwin: Komponist (Lied: 5), Liedtexter (Lied: 5)
- Ira Gershwin: Komponist (Lied: 5), Liedtexter (Lied: 5)
- Marshall Goodman: Komponist (Lied: 5), Liedtexter (Lied: 5)
- John Hanes: Tonmeister (Lied: 2)
- Mikey Freedom Hart: Keyboard (Lied: 4), Melotron (Lied: 9), Piano (Lied: 9)
- Dorothy Heyward: Komponist (Lied: 5), Liedtexter (Lied: 5)
- DuBose Heyward: Komponist (Lied: 5), Liedtexter (Lied: 5)
- Adam Horovitz: Komponist (Lied: 5), Liedtexter (Lied: 5)
- Loren Humphrey: Schlagzeug (Lied: 9)
- Sean Hutchinson: Schlagzeug (Lied: 9)
- Nicolas Jodoin: Co-Tonmeister (Lied: 9)
- Dave Kutch: Mastering (Lied: 5)
- Paul LaMalfa: Abmischung (Lied: 5), Tonmeister (Lied: 5)
- Gayle Levant: Harfe (Lied: 5)
- David Levita: Gitarre (Lied: 10)
- Benji Lysaght: Gitarre (Lied: 9)
- Tate McDowell: Co-Tonmeister (Lieder: 8, 11)
- Kieron Menzies: Abmischung (Lieder: 10, 12), Effektgerät (Lied: 10), Melotron (Lied: 9), Musikproduzent (Lied: 10), Programmierung (Lied: 10), Schlagzeug (Lied: 10), Tonmeister (Lieder: 9–10, 12)
- Mighty Mike: Co-Produzent (Lied: 10), Programmierung (Lied: 10), Schlagzeug (Lied: 10)
- Bradley Nowell: Komponist (Lieder: 5), Liedtexter (Lieder: 5)
- Rick Nowels: Akustikgitarre (Lied: 10), Keyboard (Lied: 10), Komponist (Lied: 10, 12–13), Liedtexter (Lied: 10, 12–13), Musikproduzent (Lieder: 10, 12), Piano (Lied: 12), Co-Produzent (Lied: 13)
- Victoria Parker: Violine (Lieder: 1, 6, 11)
- Tyler Parkford: Hammondorgel (Lied: 9)
- Travis Pavur: Co-Tonmeister (Lied: 9)
- Happy Perez: Musikproduzent (Lied: 5)
- Phillip Peterson: Baritonhorn (Lied: 1), Cello (Lieder: 1, 6, 11), Trompete (Lied: 1)
- Will Quinnell: Co-Mastering (Lieder: 1–4, 6–9, 11, 13–14)
- Zac Rae: Keyboard (Lied: 10)
- Dean Reid: Abmischung (Lieder: 10, 12), Bassgitarre (Lied: 9), Effektgerät (Lied: 10), Gitarre (Lied: 10), Keyboard (Lied: 10), Musikproduzent (Lied: 10), Programmierung (Lied: 10), Tonmeister (Lied: 9–10)
- Mike Riddleberger: Schlagzeug (Lied: 9)
- Chris Rockwell: Co-Tonmeister (Lied: 10)
- John Rooney: Co-Tonmeister (Lied: 4, 9)
- Rick Rubin: Komponist (Lied: 5), Liedtexter (Lied: 5)
- John Sher: Co-Tonmeister (Lieder: 1–4, 6–9, 11, 13)
- Laura Sisk: Abmischung (Lieder: 1–4, 6–9, 11, 13–14), Co-Programmierung (Lied: 2), Tonmeister (Lieder: 1–4, 6–9, 11, 13–14)
- Evan Smith: Flöte (Lied: 11), Saxophon (Lieder: 1, 11)
- Derrick Stockwell: Co-Tonmeister (Lied: 3)
- Andrew Watt: Abmischung (Lied: 5), Musikproduzent (Lied: 5)
- Darren Weiss: Gitarre (Lied: 9), Schlagzeug (Lied: 9)
- Eric Wilson: Bass (Lied: 5)
- Trevor Yasuda: Tonmeister (Lieder: 10, 12)
- Adam Yauch: Komponist (Lied: 5), Liedtexter (Lied: 5)

Unternehmen
- Conway Recording Studios: Abmischung (Lieder: 1, 3–4, 11), Tonstudio (Lieder: 1–3, 6–9, 11, 13)
- Electric Lady Studios: Abmischung (Lieder: 4, 6, 9), Tonstudio (Lieder: 4, 9)
- Gold Tooth Music: Tonstudio (Lied: 5)
- Hampstead Studios: Tonstudio (Lied: 9)
- Henson Recording Studios: Abmischung (Lied: 8), Tonstudio (Lieder: 3, 8, 11)
- House of Breaking Glass: Tonstudio (Lieder: 1, 6, 11)
- Interscope Records: Musiklabel
- MixStar Studios: Abmischung (Lied: 2)
- Polydor: Musiklabel
- Rough Customer Studio: Abmischung (Lied: 13–14), Tonstudio (Lied: 6, 13–14)
- SARM Studios: Tonstudio (Lied: 5)
- Sterling Sound: Mastering (Lieder: 1–3, 6–8, 11, 13–14)
- Sunset Banana Split: Tonstudio (Lied: 14)
- Valentine Recording Studios: Tonstudio (Lied: 9)
- Westlake Recording: Tonstudio (Lied: 3)

Artwork
- Caroline “Chuck” Grant: Fotograf (Cover)

## Rezensionen
Rinko Heidrich vom deutschsprachigen Online-Magazin laut.de vergab vier von fünf Sternen für Norman Fucking Rockwell!. Den Titel Venice Bitch beschrieb er als radiounfreundliches „Zehn-Minuten-Monster“, das ein klares Statement für die Kunst und gegen die Vereinnahmung setzt. Das sei der Artpop, den Lady Gaga immer versprach, aber nicht lieferte. Hope Is a Dangerous Thing for a Woman like Me to Have – but I Have It sei ein kurzer heller Moment in der Dunkelheit des Albums, so intim ins Mikro gehaucht und spartanisch auf dem Piano vorgetragen wie es nur gehe. Allgemein würde eine „seltsame Ruhe“ über dem Album liegen. Zitate wie „Oh, be my once in a lifetime“ oder „Lying on your chest in my party dress“ in Love Song beschrieb er als nicht wirklich starke feministische Aussagen, aber sich vorzustellen, wie man mit seinem Partner in ein Auto steigt und allen Sorgen entschwindet, sei einfach schönes Wunschdenken. Die Liebe in all ihren Facetten sei das Leitmotiv Del Reys, der immer wiederkehrende Rettungsanker, oder wie in How to Disappear die Gefahr, sich in toxischen Beziehungen zu verlieren. Die Neuinterpretation von Doin’ Time habe nicht mehr viel mit dem Original gemeinsam. Das Reggae-beeinflusste Original werde jeder Fröhlichkeit beraubt und auf Slowcore runtergebrochen. Im Kosmos der kalifornischen Endzeit-Interpretin ist die viel zitierte „Summertime“ keine Erlösung, sondern eine stets fern wirkende Sehnsucht. Del Reys Themen zwischen Liebe, Strand und Traurigkeit mögen repetitiv wirken, aber eigentlich seien sie zusammengefasst die große amerikanische Erzählung, eine monumentale Serie über die Seele des vergangenen und gegenwärtigen Amerika. Norman Fucking Rockwell! sei das bisher dichteste und stringenteste Kapitel in ihrem „Fortsetzungsroman“. Antonoff mache einen „sehr guten Job“ und lasse subtil neue Elemente wie Trip-Hop-ähnliche Beats oder Hall-Effekte in den bekannten Dream Pop einfließen. Das Online-Magazin setzte das Album auf Rang vier der „besten Alben des Jahrzehnts (2011–2020)“.
Tobi Müller von Spiegel Online beschrieb Del Rey auf Norman Fucking Rockwell! als zeitlos wie noch nie. Del Rey zeige mit dem Album ein neues Selbstbild, das als Dichterin. Dabei würden die Titel möglicherweise etwas zu lang und die Instrumentierung leide etwas darunter. Bei Titeln wie Venice Bitch sieht Müller parallelen zum deutschen Krautrock. Ihre Texte würden eine Hinwendung zu einem hemdsärmeligen Feminismus inszenieren.
Jochen Overbeck vom Musikexpress vergab fünf von sechs Sternen für das Album. Auf Norman Fucking Rockwell! treffe kontemporärer Pop-Größenwahn auf Stimmungen, die aus dem „Golden Age of Pop“ importiert zu sein scheinen. Dazu käme eine gute Dosis jenes süßen Gifts, das bisher alle ihre Platten prägte; ein zähflüssiger Sirup, angerührt aus dem Sand der Pazifikküste, einigen steifen Drinks und einem diffusen, sexuell aufgeladenen „Hollywood-Hills-Feeling“. Der Sound helle das Dunkle ihrer bisherigen Arbeiten nicht unbedingt auf, mache es aber anders erlebbar. Er bewahre vor allem die düsteren Momente davor, in „Schwermutsuppen“ abzudriften, indem er immer wieder einen kleinen Lichtstrahl reinlasse, an der Instrumentierung so lange dreht, bis da Äste aus dem Boden reichen, über die man durchaus auch mal stolpert. Wo das „Del-Rey-Feeling“ bisher eher in den 1940er-Jahren verortet schien, scheinen manchmal die 1960er durch. Norman Fucking Rockwell! wurde zum „Album der Woche“ gekürt.
Stephan Müller für Plattentests.de bewertete Norman Fucking Rockwell! mit acht von zehn Punkten. Das Album besitze die innere Stringenz des „schwülstickigen“ Honeymoon und die E-Gitarren aus der Ultraviolence-Phase. Der große Zugewinn hierbei sei Antonoff. Er hebe Del Reys Fähigkeiten auf ein neues Level, indem er ihr noch mehr Raum zugestehe und sie mit Gitarren, Drums und verschiedenen Tasteninstrumenten umspiele. Hier „entspinne“ sich eine ganz wunderbare Atmosphäre. Mit Reminiszenzen an die freie und künstlerische Seite der 1960er verpackt, mit Verweisen auf Poeten, Schriftsteller und Maler ausgestattet, sind Del Reys zwischenmenschliche Konstrukte noch nie so glanzvoll am Grenzzaun von Realität, Nostalgie und Fantasie in Szene gesetzt worden. Ein sei ein bares, elegantes Schauspiel für das Hier und Jetzt sowie ein Spektakel der leisen Töne. Als Highlights hob Müller die Titel Cinnamon Girl, The Greatest, Hope Is a Dangerous Thing for a Woman like Me to Have – but I Have It, Mariners Apartment Complex und Venice Bitch hervor.
Das Album landete bei zahlreichen Jahresendlisten von 2019 auf dem vordersten Platz, unter anderem beim Guardian, bei Pitchfork, beim Q Magazine, bei Stereogum und der Washington Post. Laut dem Punktesystem von albumoftheyear.org erreichte es anhand der Platzierungen mit 451 Punkten den ersten Platz deutlich vor Magdalene von FKA twigs mit 315 Punkten.

## Kommerzieller Erfolg

### Chartplatzierungen
Norman Fucking Rockwell! erreichte in Deutschland Position fünf der Albumcharts und hielt sich eine Woche in den Top 10 sowie zwölf Wochen in den Charts. In den deutschen Vinylcharts belegte das Album Platz fünf im Oktober 2019. In Österreich erreichte das Album Position sieben und konnte sich ebenfalls eine Woche in den Top 10 und acht Wochen in den Charts halten. In der Schweiz erreichte Norman Fucking Rockwell! die Chartspitze und konnte sich eine Woche dort halten sowie zwei Wochen in den Top 10 und 16 Wochen in der Hitparade. Im Vereinigten Königreich erreichte das Album ebenfalls die Spitzenposition und hielt sich dort ebenfalls eine Woche sowie drei Wochen in den Top 10. In den Vereinigten Staaten erreichte das Album mit Position drei seine höchste Chartnotierung und hielt sich zwei Wochen in den Top 10 sowie 29 Wochen in den Charts. Darüber hinaus erreichte das Album die Chartspitze in Portugal. 2019 erreichte Norman Fucking Rockwell! Position 64 der Schweizer Jahrescharts sowie Position 70 im Vereinigten Königreich und Position 182 in den Vereinigten Staaten.
Für Del Rey ist es das vierte Nummer-eins-Album im Vereinigten Königreich sowie das zweite nach Born to Die in der Schweiz. In den Vereinigten Staaten erreichte sie hiermit zum sechsten Mal die Top 10 der Billboard 200, in Deutschland, Österreich, der Schweiz und dem Vereinigten Königreich jeweils zum fünften Mal. Es ist ihr siebter Charterfolg in den Billboard 200, in den anderen vier Ländern jeweils ihr fünfter.
| ChartsChartplatzierungen       | Höchstplatzierung | Wochen |
| ------------------------------ | ----------------- | ------ |
| Deutschland (GfK)              | 5 (12 Wo.)        | 12     |
| Österreich (Ö3)                | 7 (8 Wo.)         | 8      |
| Schweiz (IFPI)                 | 1 (16 Wo.)        | 16     |
| Vereinigte Staaten (Billboard) | 3 (29 Wo.)        | 29     |
| Vereinigtes Königreich (OCC)   | 1 (32 Wo.)        | 32     |

| ChartsJahrescharts (2019)      | Platzierung |
| ------------------------------ | ----------- |
| Schweiz (IFPI)                 | 64          |
| Vereinigte Staaten (Billboard) | 182         |
| Vereinigtes Königreich (OCC)   | 70          |

### Auszeichnungen für Musikverkäufe
Am 22. März 2024 wurde Norman Fucking Rockwell! im Vereinigten Königreich mit einer Platin-Schallplatte für über 300.000 verkaufte Einheiten ausgezeichnet. Am 30. Januar 2024 erreichte das Album Platinstatus in den Vereinigten Staaten. Es ist Del Reys fünftes Studioalbum in Folge, das mindestens Gold-Status in beiden Ländern erreichte. Weltweit bekam das Album drei Goldene sowie elf Platin-Schallplatten für über 1,7 Millionen verkaufte Einheiten verliehen.
| Land/Region                  | Auszeichnungen für Musikverkäufe (Land/Region, Auszeichnung, Verkäufe) | Verkäufe  |
| ---------------------------- | ---------------------------------------------------------------------- | --------- |
| Australien (ARIA)            | Platin                                                                 | 70.000    |
| Belgien (BRMA)               | Gold                                                                   | 10.000    |
| Brasilien (PMB)              | 2× Platin                                                              | 80.000    |
| Dänemark (IFPI)              | Platin                                                                 | 20.000    |
| Finnland (IFPI)              | Platin                                                                 | 20.000    |
| Italien (FIMI)               | Gold                                                                   | 25.000    |
| Kanada (MC)                  | 2× Platin                                                              | 160.000   |
| Neuseeland (RMNZ)            | Platin                                                                 | 15.000    |
| Polen (ZPAV)                 | 2× Platin                                                              | 40.000    |
| Vereinigte Staaten (RIAA)    | Platin                                                                 | 1.000.000 |
| Vereinigtes Königreich (BPI) | Platin                                                                 | 300.000   |
| Insgesamt                    | 2× Gold · 12× Platin ·                                                 | 1.740.000 |

Hauptartikel: Lana Del Rey/Auszeichnungen für Musikverkäufe